# Teateråret 1899

## Händelser

### Okänt datum
- Albert Ranft knyter Stora Teatern i Göteborg till sitt teaterimperium.

## Årets uppsättningar

### Oktober
- 17 oktober - Gustaf Vasa - August Strindberg sätts upp på Svenska Teatern och gör succé, medan hans övriga historiska dramer mottas kyligt av publiken [1]..

### November
- 30 november - August Strindbergs pjäs Erik XIV uruppförs på Svenska Teatern i Stockholm [2].

### Okänt datum
- P A Rosenbergs skådespel Dönviks prästgård uruppfördes på Dagmarteatret i Köpenhamn

## Avlidna
- 18 maj - Anna de Wahl, 44, svensk skådespelare och operettsångerska.